# Jean Guebriant
Jean Guebriant, francoski maršal, * 1602, † 1643.